# Sándor Glancz
Sándor Glancz, född 14 juli 1908 i Budapest i Ungern, död 17 januari 1974 i New York i USA, var en ungersk-amerikansk bordtennisspelare.
1933 vann han dubbeltiteln i bordtennis VM tillsammans med Viktor Barna.
Under sin karriär tog han 14 medaljer i Bordtennis VM varav 4 guld, 4 silver och 6 brons.
Mellan den 28 december 1934 och 24 januari 1935 åkte Sándor Glancz och Viktor Barna på en månadslång uppvisningsturné i USA, kallad Coleman Clark "Circus" tillsammans med två amerikanska spelare McClure och Clark. Där de mötte de bästa lokala spelarna i varje stad. Under den här turnén så förlorade Barna bara en match (mot Glancz), Glancz förlorade ungefär ett dussin. De uppträdde i 20 städer inför ca. 20 000 åskådare.
Han blev amerikansk medborgare och fick Purpurhjärtat och två battle stars när han låg i armén.

## Meriter
- VM i bordtennis
  - 1928 i Stockholm
    - 3:e plats dubbel med László Bellak
    - 1:a plats med det ungerska laget

  - 1929 i Budapest
    - 2:a plats dubbel (med László Bellak)
    - 1:a plats med det ungerska laget

  - 1930 i Berlin
    - 3:e plats dubbel (med László Bellak)
    - 3:e plats mixed dubbel (med Magda Gál)

  - 1931 i Budapest
    - 3:e plats mixed dubbel (med Magda Gál)

  - 1932 i Prag
    - 2:a plats dubbel (med László Bellak)
    - 3:e plats mixed dubbel (med Marie Smidová-Masaková)

  - 1933 i Baden
    - 3:e plats singel
    - 1:a plats dubbel (med Viktor Barna)
    - 2:a plats mixed dubbel (med Magda Gál)
    - 1:a plats med det Ungerska laget

  - 1934 i Paris
    - 2:a plats dubbel (med Tibor Hazi)

- Internationella mästerskap
  - English Open: 1930[1]